# Randall Bartz
Randall Earl „Randy” Bartz (ur. 7 października 1968 w Roseville) – amerykański łyżwiarz szybki specjalizujący się w short tracku, srebrny medalista igrzysk olimpijskich, brązowy medalista uniwersjady.
W lutym 1994 roku wystąpił na igrzyskach olimpijskich w Lillehammer. Zdobył srebrny medal olimpijski w biegu sztafetowym (amerykańską sztafetę stanowili poza nim John Coyle, Eric Flaim i Andrew Gabel).
W 1993 roku w Zakopanem zdobył brązowy medal zimowej uniwersjady w biegu sztafetowym. W 1990 roku zajął 37. miejsce, a w 1994 roku 19. pozycję w wieloboju podczas mistrzostw świata w short tracku. W 1994 roku uplasował się na 4. miejscu w drużynowych mistrzostwach świata.